# Embaixada de Portugal em Espanha
A Embaixada de Portugal em Espanha situa-se no antigo Palacete dos Duques de Híjar, no paseo de la Castellana do bairro de Castellana, distrito de Salamanca, em Madrid.

## História
O edifício foi construído entre 1906 e 1908, pelo arquiteto Joaquín Saldaña y López. Desconhece-se se o edifício foi encomendado pelo XV duque de Híjar, Alfonso de Silva y Campbell, para ser sua casa ou a do seu filho e sucessor, recém-casado, Alfonso Silve Fernández de Córdoba. Na década de 1950 foi comprado pelo governo de Portugal, que tornou o local a sede da sua embaixada em Madrid e a residência do embaixador.
É um palacete ou hotel livre recuado onde há um pequeno jardim. Possui uma planta de seiscentos e cinquenta metros quadrados e três níveis com vários andares localizados num terreno triangular. Passado o portão de acesso, acede-se a um passadiço lateral que deixa as cavalariças e garagens ao fundo e do lado direito encontra-se um alpendre ou porta-cocheira que permite o acesso à propriedade sem interrupção pelos elementos.
Próximo ao edifício encontra-se o palacete de Moreno Benítez, também projetado por Joaquín Saldaña y López e construído em 1904.